# Wapen van Veghel

Wapen van de gemeente Veghel (1994 - 2017)

Wapen van de gemeente Veghel (1817 - 1994)

Het tweede wapen van Veghel werd bij Koninklijk Besluit op 2 december 1994 aan de gemeente Veghel toegekend. Op 1 januari 2017 ging de gemeente op in de nieuw opgerichte gemeente Meierijstad, waarmee het wapen kwam te vervallen.

## Geschiedenis
Het eerste wapen van Veghel was gebaseerd op een slechte afdruk van het schependomszegel van de voormalige heerlijkheid. Het wapen vertoont de patroonheilige H. Lambertus, staande tussen twee kleine schildjes; een gevierendeeld schild van Brabant-Limburg en een schildje met het sterk verbasterde wapen van de Heren van Erp, die de heerlijkheid lange tijd in bezit hebben gehad.
Na de fusie met Erp stelde de gemeente een nieuw wapen voor, bestaande uit een combinatie van de twee oorspronkelijke wapens, met het wapen van Erp als hartschild over het Brabants-Limburgse wapen, en als schildhouder de H. Lambertus. Dit ontwerp werd door de Hoge Raad van Adel afgekeurd. In plaats daarvan werd het wapen van de Heren van Erp aangenomen als nieuw gemeentewapen.
Het wapen keert in 2017 terug als element op het wapen van Meijerijstad.

## Blazoen

### Wapen van 1817
De beschrijving van het wapen van Veghel dat op 16 juli 1817  werd bevestigd, luidt als volgt:
Van lazuur beladen met een bisschop, gemijterd, gestaafd, en houdende in zijn linkerhand een kerk, alles van goud; ter wederzijde een schild van lazuur; het eerste beladen met 4 leeuwen van goud en het tweede beladen met 5 kroezen, mede van goud.
N.B.:
- De heraldische kleuren zijn lazuur (blauw) en goud (geel). Dit zijn de rijkskleuren

### Wapen van 1994
De beschrijving van het wapen dat op 2 december 1994 werd toegekend, luidt als volgt:
In sabel een schuinkruis, geblokt van keel en zilver. Het schild gedekt met een gouden kroon van drie bladeren en twee parels.
N.B.:
- De heraldische kleuren van het wapen zijn: sabel (zwart), keel (rood), zilver (wit) en goud (geel).

## Verwante wapens
De volgende wapens zijn verwant aan ten minste een van de wapens die Veghel heeft gevoerd:

Het wapen van het hertogdom Brabant
Het wapen van het hertogdom Limburg
Het familiewapen van het geslacht van Erp

## Vlaggen
De vlag van Veghel is afgeleid van het wapen. Hieronder zijn de vlaggen die bij de wapens van Veghel horen, afgebeeld:

Vlag van de gemeente Veghel (sinds 1994)
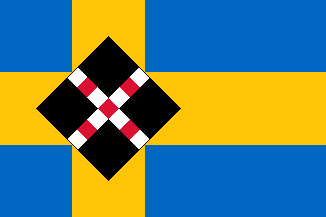
Vlag van de gemeente Veghel (1969 - 1994)

Aalburg
· Aalst
· Aarle-Rixtel
· Alem 
· Alem, Maren en Kessel
· Almkerk
· Alphen en Riel
· Andel
· Baardwijk
· Bakel en Milheeze
· Beek en Donk
· Beers
· Berghem
· Berkel-Enschot
· Berlicum
· Besoyen
· Beugen en Rijkevoort
· Bladel en Netersel
· Bokhoven
· Borkel en Schaft
· Boxmeer
· Budel
· Capelle
· Chaam
· Cromvoirt
· Cuijk
· Cuijk en Sint Agatha
· De Werken en Sleeuwijk
· Den Dungen
· Deurne en Liessel
· Dieden, Demen en Langel
· Diessen
· Dinteloord (en Prinsenland)
· Dinther
· Dommelen
· Drongelen, Haagoort, Gansoijen en Doeveren
· Drunen
· Duizel en Steensel
· Dussen
· Eersel
· Eethen
· Emmikhoven en Waardhuizen
· Empel en Meerwijk
· Engelen
· Erp
· Esch
· Escharen
· Fijnaart en Heijningen
· Gassel
· Geffen
· Geldrop
· Gemert
· Genderen
· Gestel en Blaarthem
· Giessen
· Ginneken en Bavel
· Grave
· 's Gravenmoer
· Haaren 
· Halsteren
· Haps
· Haren en Macharen
· Hedikhuizen
· Heesch
· Heeswijk
· Heeswijk-Dinther
· Heeze
· Helvoirt
· Herpt
· Hoeven
· Hooge en Lage Mierde
· Hooge en Lage Zwaluwe
· Hoogeloon, Hapert en Casteren
· Huijbergen
· Kessel
· Klundert
· Landerd
· Leende
· Liempde
· Lierop
· Lieshout
· Linden
· Lith
· Luyksgestel
· Maarheeze
· Maasdonk
· Maashees en Overloon
· Made en Drimmelen
· Maren
· Meeuwen
· Megen, Haren en Macharen
· Mierlo
· Mill en Sint Hubert
· Moergestel
· Nederwetten en Eckart
· Nieuw-Ginneken
· Nieuw-Vossemeer
· Nieuwkuijk
· Nistelrode
· Nuenen en Gerwen
· Nuland
· Oeffelt
· Oerle
· Oijen en Teeffelen
· Oost-, West- en Middelbeers
· Oploo, Sint Anthonis en Ledeacker
· Ossendrecht
· Oud en Nieuw Gastel
· Oudenbosch
· Oudheusden
· Princenhage
· Prinsenbeek
· Putte
· Raamsdonk
· Ravenstein
· Reek
· Reusel
· Riethoven
· Rijsbergen
· Rijswijk
· Roosendaal en Nispen
· Rosmalen
· Sambeek
· Schaijk
· Schijndel
· Sint Anthonis
· Sint-Michielsgestel
· Sint-Oedenrode
· Soerendonk, Sterksel en Gastel
· Sprang
· Sprang-Capelle
· Standdaarbuiten
· Stiphout
· Stratum
· Strijp
· Terheijden
· Teteringen
· Tongelre
· Uden
· Udenhout
· Veen
· Veghel
· Veldhoven en Meerveldhoven
· Velp
· Vessem, Wintelre en Knegsel
· Vierlingsbeek
· Vlierden
· Vlijmen
· Vrijhoeve-Capelle
· Wanroij
· Waspik
· Werkendam
· Westerhoven
· Wijk en Aalburg
· Willemstad
· Woensel (en Eckart)
· Woudrichem
· Wouw
· Zeeland
· Zesgehuchten
· Zevenbergen